# Tylognathus
Tylognathus é um género de peixe actinopterígeo da família Cyprinidae.
Este género contém as seguintes espécies:
- Tylognathus klatti